# 高盛道
高盛道（?—?），隋朝大臣，渤海郡蓨县（今河北省景县）人，隋文帝时尚书左仆射高颎长子。
高颎在隋文帝时担任宰相将近二十年，高盛道的弟弟高弘德，封应国公，是晋王府记室；高表仁，封渤海郡公，是太子杨勇的女婿。因为高颎支持杨勇，被隋文帝罢官除名。隋炀帝即位后，任用高颎为太常卿，高盛道，官至莒州（今山东省莒县）刺史。大业三年（607年），高颎批评朝政，被隋炀帝处死。高盛道被迁徙到柳城（今辽宁省朝阳市），高表仁被迁徙到蜀郡（今四川省成都市）。不久高盛道去世。